# Charles Dunoyer
Pour les articles homonymes, voir Dunoyer.
Charles Dunoyer, né le 20 mai 1786 à Carennac et mort le 4 décembre 1862 à Paris 6e, est un juriste et économiste français.

## Biographie
Fils cadet d’Henriette de la Grange de Rouffillac, et de Jean-Jacques-Philippe Dunoyer, seigneur de Segonzac, Charles Dunoyer a été destiné par sa famille, à l’ordre de Malte, et on l’appelait dans son enfance « monsieur le Chevalier », jusqu’à ce que la Révolution française, survenue peu d’années après sa naissance, n’abolisse cet ordre militaire.
Deux religieuses de l’ordre de Saint-Jean de Malte et de l’ordre de la Visitation, ses tantes paternelle et maternelle lui ont prodigué ses premiers enseignements. Le dernier prieur bénédictin de Carennac, que la révolution avait fait sortir de son abbaye et qui avait fondé une petite maison d’éducation dans la ville de Martel, lui a ensuite donné une instruction à peu près classique. De cette école privée, il a achevé ses études à l’école centrale du Lot à Cahors, où il s’est fait remarquer pour son esprit libre et raisonneur, et un gout pour le droit et une tendance naturelle à la controverse.
Le préfet de son département l’ayant proposé comme élève, il a été envoyé, aux frais de l’État, à l’Université de jurisprudence qui venait d’être fondée à Paris. Arrivé en 1803, il y a étudié le droit, aux côtés de Charles Comte, et terminé ses études à l’École de droit instituée à peu près en même temps qu’étaient promulgués les nouveaux codes législatifs. Avec son ancien condisciple et ami Comte, animé d’une même disposition pour l’indépendance, il s’est  formé en philosophie et en politique en lisant, entre autres ouvrages des Lumières, l’Essai sur l’entendement humain de Locke, les ouvrages de Condillac et d’Helvétius, l’idéologie de Destutt de Tracy, les travaux législatifs de Jeremy Bentham. Ces lectures ont fortifié son indocilité et la détestation de l’oppression.
Le caractère répressif et utilitaire du régime napoléonien, qui privait par la force la France de tous les droits politiques de 1789, l’a conduit à préférer travailler à une traduction des Novelles de l’empereur byzantin Léon, tandis que ses parents, plus favorables au régime, l’incitaient à servir, comme son frère ainé capitaine dans l’armée impériale. Ayant cherché, en vain, pour leur complaire, à entrer au conseil d'État comme auditeur, il a consenti, à regret, à suivre comme secrétaire, d’abord l’un de ses compatriotes du Quercy, le général Bessières, envoyé en Espagne comme intendant, et ensuite l’un des amis de sa famille chargé d’une mission de police en Hollande.
Royaliste par tradition, tenant par réflexion de l’école libérale française, il fréquentait, avec Comte et les frères Thierry, le salon de Destutt de Tracy, également fréquenté par Stendhal, Benjamin Constant et Lafayette. À la chute de Napoléon, en 1814, il a soutenu, le retour des Bourbons. Alors âgé de vingt-sept ans, il a fait partie, dans les premiers jours de la Restauration, d’une garde nationale à cheval formant comme une garde d’honneur au comte d’Artois, lieutenant général du royaume, entré dans Paris avant son frère Louis XVIII. La déclaration de Louis XVIII à Saint-Ouen ne lui ayant néanmoins pas paru assez libérale, il a rédigé une brochure contre l’insuffisance des promesses royales qu’il a distribué au sein même du palais des Tuileries.

### Fondation duCenseur

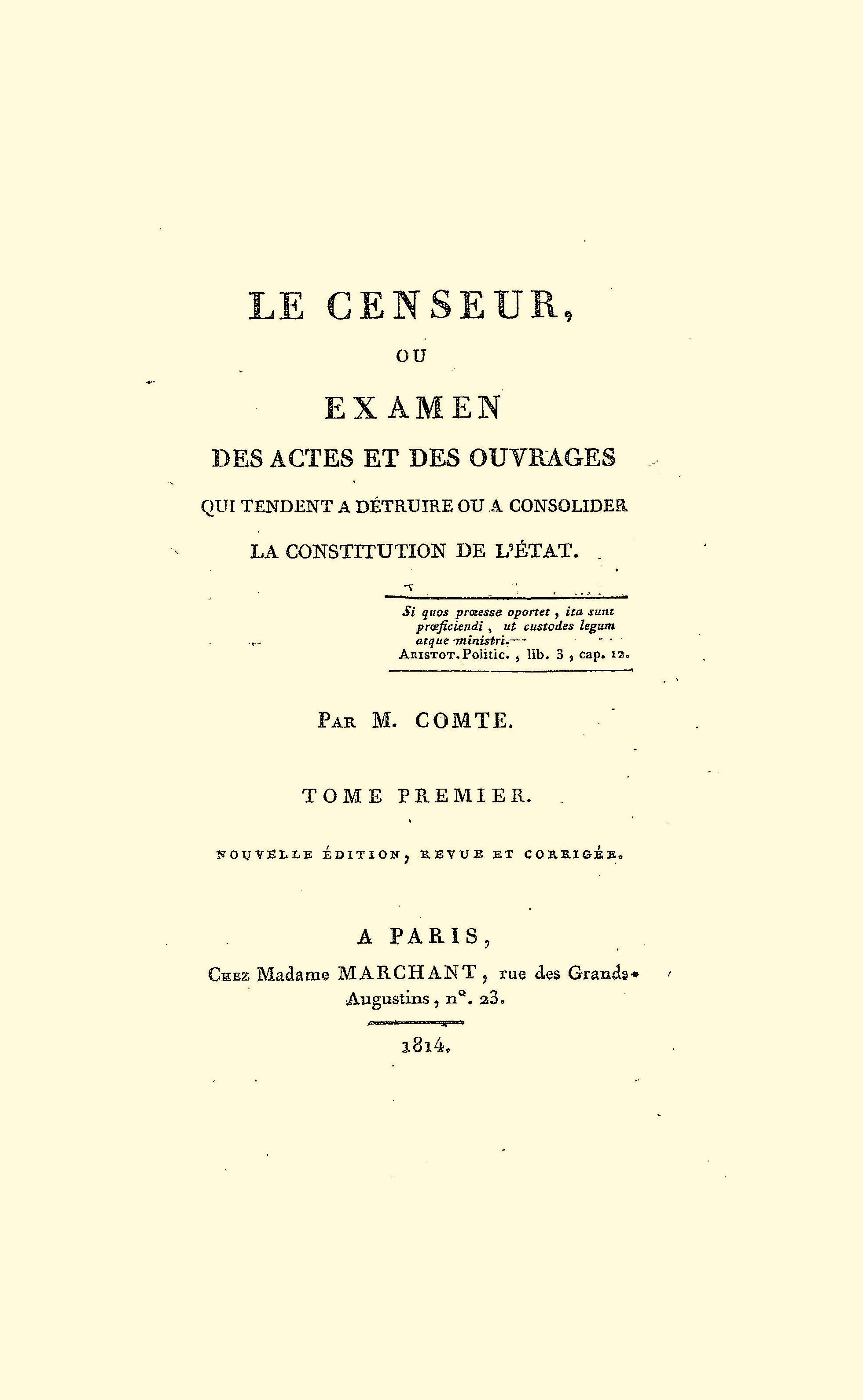
Premier tome du Censeur (1814).

Après cette entrée en campagne pour l’établissement de la liberté constitutionnelle sous la monarchie restaurée, il a fondé, avec Charles Comte, le journal libéral le Censeur, journal paraissant régulièrement en forme de livre, qui a eu beaucoup d’éclat et un grand succès. Dunoyer et Comte ont choisi cette forme originale et ce titre pour contourner la Charte de 1814, qui avait établi la liberté de la presse, mais soumettait tous les écrits périodiques au-dessous de vingt feuilles d’impression, c’est-à-dire de 320 pages, à une censure préalable. Cinq volumes ont paru dans la dernière moitié de 1814 et les premiers mois de 1815. Leur journal a été plus apprécié par le public que par le gouvernement qu’il n’a pas toujours réussi à contenir.
Lors du Vol de l'aigle , la critique du gouvernement royal par le Censeur l’a fait accuser par le journal royaliste, la Quotidienne, de travailler au rétablissement de l’Empire. Le 19 mars, la veille même du jour où Napoléon, déjà à Fontainebleau, devait rentrer aux Tuileries, Dunoyer a poursuivi le journaliste devant la justice correctionnelle, pour calomnie.
Durant les Cent-Jours, rien n’a été oublié pour le gagner à la cause de Napoléon. Joseph Fouché lui a offert, à plusieurs reprises, de servir l’Empire transformé, disait-il, par la liberté. Il a constamment répondu qu’il n’avait d’autre ambition que de continuer sous l’Empire, s’il devenait libéral, le Censeur avec la même indépendance que sous la monarchie constitutionnelle. Le volume du Censeur paru pendant les Cent-Jours ayant été saisi, il en a réclamé la restitution légale avec une fermeté si menaçante qu’on a été contraint de lui rendre. Appelé devant les tribunaux pour savoir quelle suite il entendant donner à la plainte en diffamation contre la Quotidienne, il a déclaré que lui et Comte persistaient à les traiter de calomniateurs.
Durant cette période, il a également fait la connaissance de Jean-Baptiste Say, dont la doctrine économique lui inspirera, avec l’idéologie de Destutt de Tracy, la doctrine de l’« industrialisme », qui sera promue dans son journal. L’industrialisme, version radicale du libéralisme, vise à substituer à la hiérarchie sociale de la Société d'Ancien Régime une aristocratie d’agriculteurs, de manufacturiers, de commerçants entourés d’un nombre considérable d’ouvriers. La science et la technologie devenaient génératrices d’indépendance sociale, en assignant un rôle plus important aux classes industrielles, notamment grâce au développement du marché. Par contrecoup, le rôle de l’État dans la sphère politique est réduit d’autant.
Malgré son intransigeance au cours des Cent-Jours, il a été, à la Seconde Restauration inscrit sur une liste d’exil, dont Talleyrand l’a fait rayer. Ayant repris la publication du Censeur, sa libre critique, son audacieuse franchise s’inscrivait par trop en faux contre les idées du parti ultra alors triomphant à la Chambre introuvable, et le septième volume, publié au plus fort de la réaction royaliste a été confisqué sans même être poursuivi, ce qui signifiait qu’il était désormais interdit de parution.

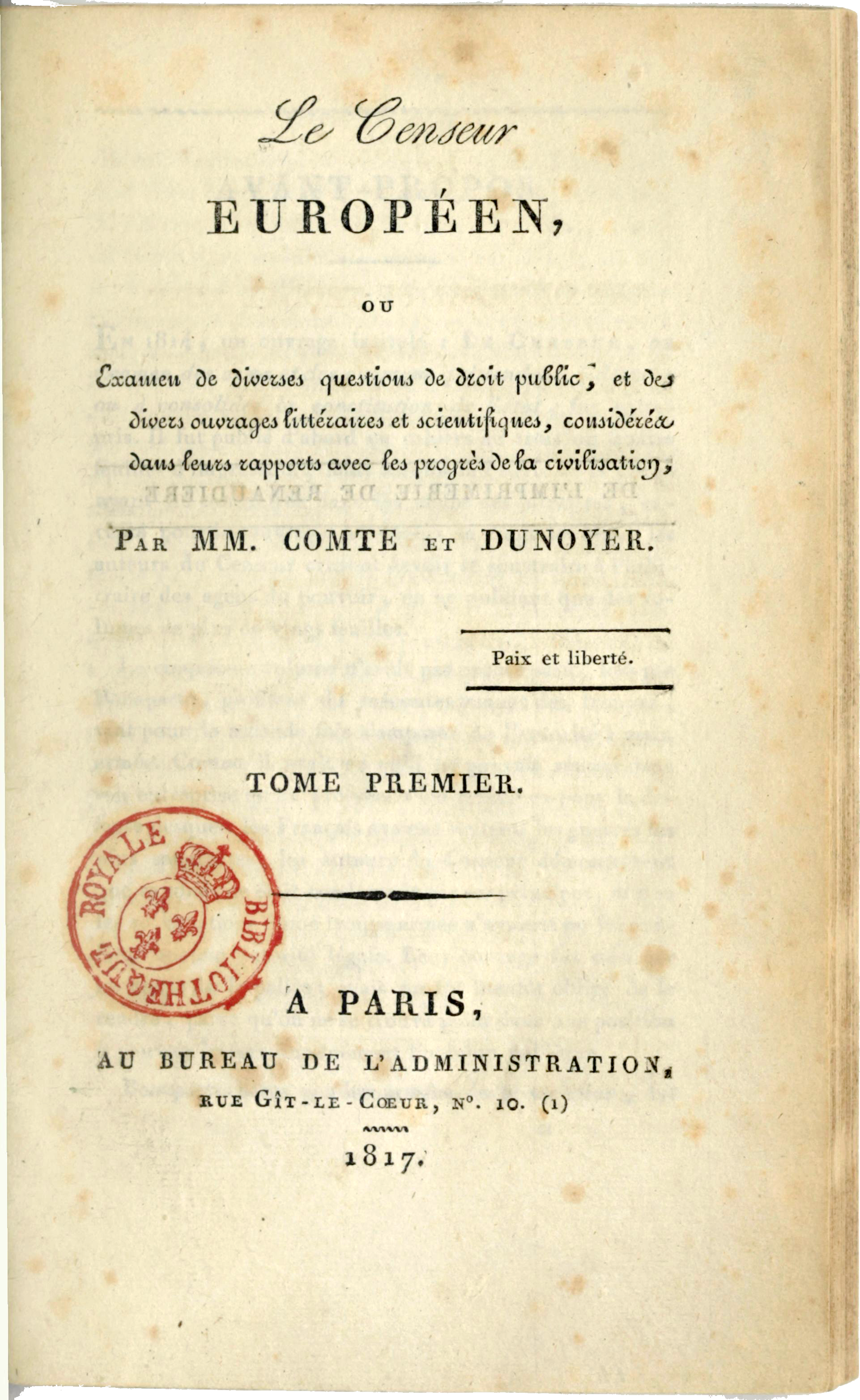
Premier tome du Censeur européen (1817).

Les élections de 1816 ayant épuré les ultras de l’administration, la publication du Censeur, désormais appelé Censeur européen a pu reprendre de 1817 jusqu’à 1819. Dénonçant les abus, soutenant le bon droit, il a été traduit quatre fois devant les tribunaux. Pour son troisième procès, pour avoir dénoncé, dans le Censeur, un acte d’indulgence illégale du procureur du roi de Vitré, en faveur d’un royaliste de l’Ouest, il a été tiré de la prison de La Force, où il avait été jeté, pour être conduit et jugé au fin fond de la Bretagne. Un procureur du roi ayant prétendu le faire payer sa place et celle de son escorte dans une voiture publique, sous peine d’être conduit à Rennes, de brigade en brigade, à pied et comme un malfaiteur, entre deux gendarmes, il a vigoureusement protesté et a été conduit entre deux gendarmes à Rennes, où la population libérale de la ville l’a accueilli avec des applaudissements et des sérénades au pied de la Tour où il était enfermé. Après avoir protesté contre l’illégalité de sa translation, il a protesté contre la compétence des juges de Rennes, leur adressant, en vain, des observations à ce sujet qu’ils ont rejetées pour se déclarer compétents à le juger, et le condamner à une peine d’emprisonnement. Aussitôt avoir purgé sa peine, il a couru à Paris dénoncer cet abus de justice du tribunal de Rennes et en demander la cassation, qu’il a obtenue.
Soutenu par le duc de Broglie, le marquis d’Argenson, Germaine de Staël, le Censeur européen s’était transformé en journal quotidien. L’habitude prise dans ce journal de dénoncer les actes illégaux et de veiller à la sécurité des citoyens l’a fait condamner à nouveau à la prison. Lorsque la censure a été rétablie, après l’assassinat du duc de Berry, en février 1820, il a renoncé, au bout de six ans, à cette publication sous diverses formes, qui lui avait suscité beaucoup de persécutions, mais aussi beaucoup d’adhésion. Il contribuera néanmoins à plusieurs revues, dont la Revue encyclopédique, avec Jean-Baptiste Say, et le Journal des économistes.

### Rupture avec les saint-simoniens
L’industrialisme a eu un impact, notamment à travers les saint-simoniens, sur la pensée socialiste. Néanmoins, lorsque les saint-simoniens prendront conscience de la scission en deux classes non solidaires – bourgeoise et ouvrière – de la classe des producteurs, ils tendront la main à ces derniers. Lorsque le père Enfantin a défendu, avec David Ricardo le papier-monnaie, dans le Producteur du 1er janvier 1826, Dunoyer a acté sa rupture avec sa « Notice historique sur l’Industrialisme »  parue dans la Revue encyclopédique de février 1827:54.

### Enseignement

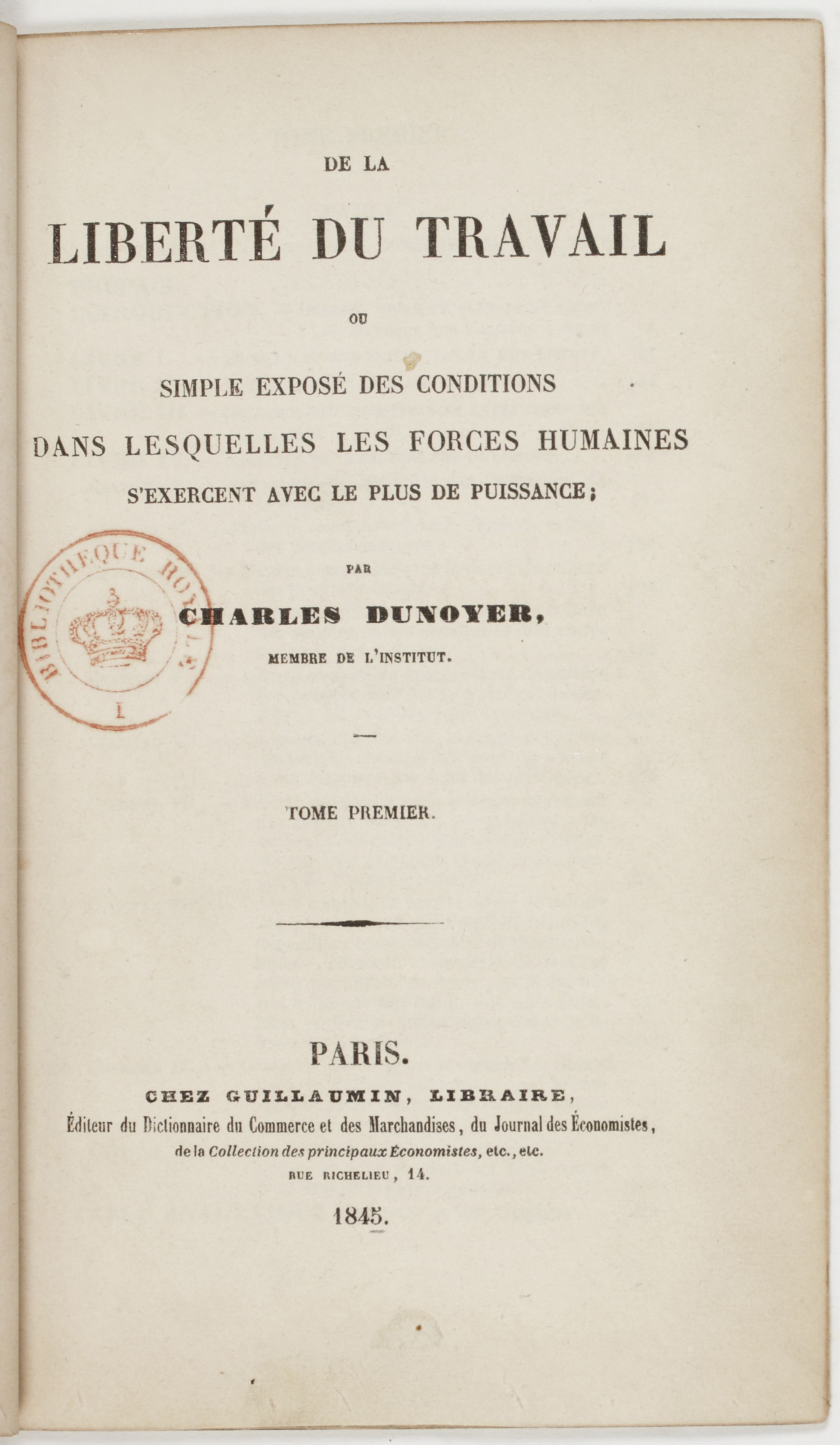
De la Liberté du travail, tome premier.

Après le journalisme, Dunoyer est passé, pour diffuser ses idées, à l’enseignement, en occupant la seule chaire restée libre à cette époque, celle de l’Athénée, institution particulière fondée vers la fin du XVIIIe siècle, où Benjamin Constant avait donné des leçons de théorie constitutionnelle et Jean-Baptiste Say, des cours d’économie. Son cours d’économie politique, qui associe morale et utilité pour faire dépendre la liberté de la civilisation, a été publié en volume sous le titre d’Industrie et la Morale considérées dans leurs rapports avec la liberté. Cette théorie du progrès moral dans le bien-être matériel, où la civilisation élève l’humanité au lieu de l’abaisser, fait passer la civilisation par cinq états différents, pour arriver à un sixième état comme définitif, qu’il appelle « état industriel », état de félicité et de raison, de liberté et d’accord, dans lequel chacun, sachant davantage, travaillant mieux, se conduirait avec mesure et jouirait avec sécurité.
Bien qu’il se soit engagé, par écrit, pour défendre la cause libérale lors des élections législatives de 1824, celles-ci ont été un triomphe pour Villèle et les ultras, qui ont obtenu une telle majorité à la chambre qu'on l’a surnommée « retrouvée », en référence à la chambre introuvable. À la chute du ministère Villèle, il s’est réjoui de l’avènement du ministère Martignac. Il a déploré l’avènement du ministère Polignac et lorsque, onze mois plus tard, Charles X a tenté, le 25 juillet 1830, de rétablir son autorité face à l’opposition libérale, en promulguant les ordonnances de Saint-Cloud dissolvant les chambres, changeant de mode d'élection, et suspendant la liberté de la presse, Dunoyer a protesté contre ce coup d’État, dans une lettre parue dans Le National.

### Haut fonctionnaire
Après la Révolution de juillet, espérant un régime plus libéral, il s’est rallié à la monarchie de Juillet. Entré au service du gouvernement comme préfet, il a d’abord été, sur le désir de son professeur Destutt de Tracy, pendant deux ans, préfet de l'Allier, où il s’est efforcé de développer l’instruction populaire qu’il n’y trouvait pas assez étendue et d’accroitre le développement agricole qui n’y était pas assez prospère, puis de la Somme, de 1832 à 1837. Après sept années d’administration, il a quitté la carrière préfectorale pour entrer, en 1838, au Conseil d’État, où il a appliqué ses convictions libérales en œuvrant à faire assouplir ce qu’il appelait la tutelle administrative et en développant les libertés locales, pendant les dix années où il y a siégé.

### Conseil d'État et Académie

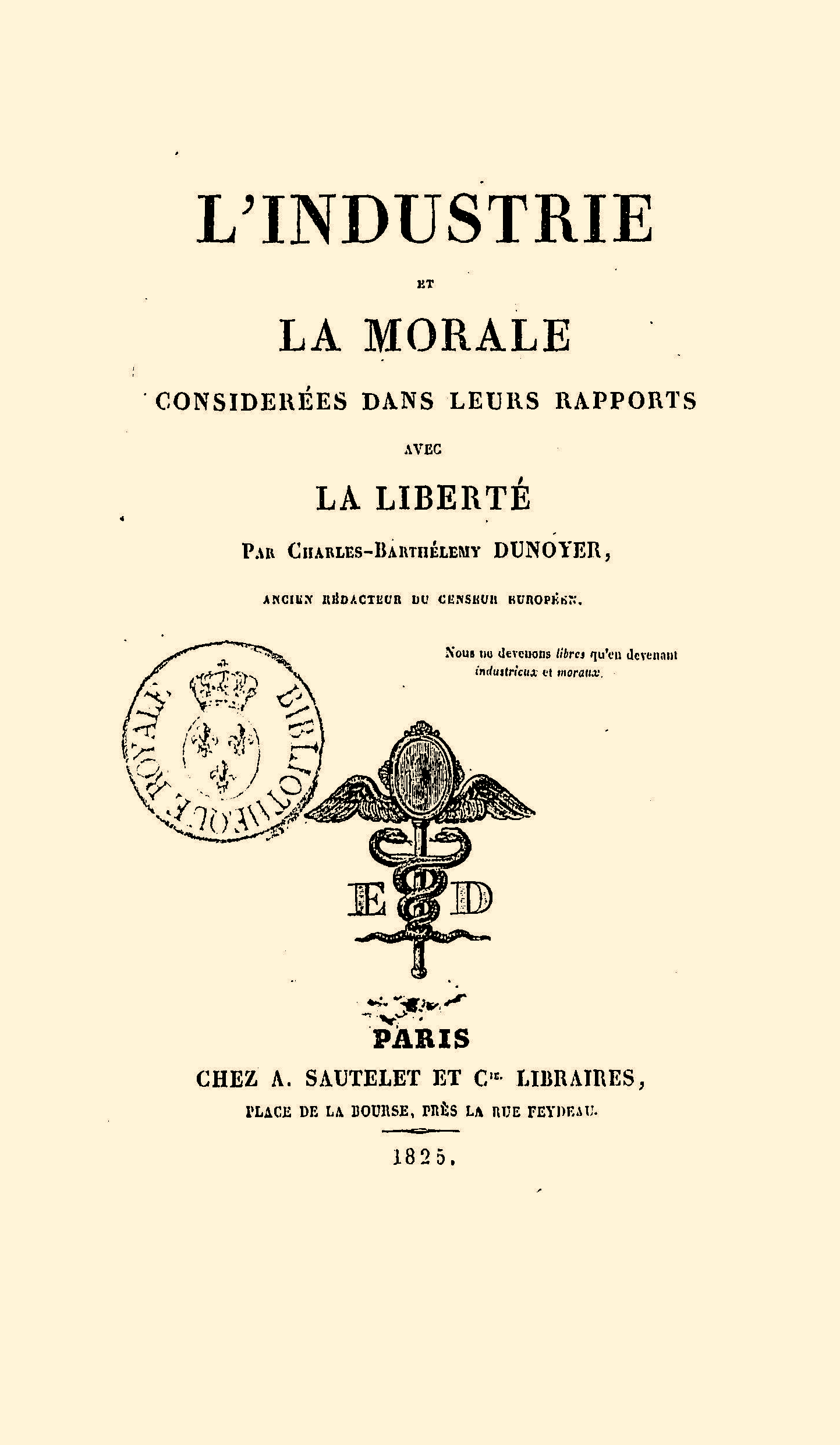
L'industrie et la morale considérées dans leurs rapports avec la liberté.

Siégeant concurremment à l’Académie des sciences morales et politiques, où il était entré en 1832, dès son rétablissement par ordonnance royale, il venait de faire paraitre, au moment de son élection, un nouveau Traité d’économie sociale, en deux volumes. Cette répétition agrandie de l’ouvrage publié en 1825 n’a lui-même été que le prélude à l’ouvrage plus considérable sous le titre De la liberté du travail, ou simple exposé des conditions dans lesquelles les forces humaines s’exercent avec le plus de puissance (3 vol., 1845). Dans ces trois ouvrages successifs considérant la science économique dans ses rapports avec l’état social, il émet une suite de théorèmes visant à perfectionner la culture humaine, développer ses ressources et rendre sa vie plus aisée et plus heureuse.
Comme Adam Smith, Dunoyer fait reposer les principes sur la création des valeurs par le travail et sur la distribution des valeurs par la liberté des échanges. Professant , en fidèle économiste, la doctrine morale de l’intérêt bien entendu, il soutenait que toute valeur créée relevait de la science économique, que toute utilité produite rentrait dans ses cadres pour être soumise à ses lois. D’une science particulière, encore controversée sur quelques points de doctrine et dans plusieurs de ses applications, il a ainsi fait une sorte de science universelle dont il a été le théoricien convaincu et le fervent propagateur, car il aspirait à faire école en économie politique, et son système trouvait des partisans. Il a ainsi eu une grande influence sur l’économiste Frédéric Bastiat, qui donnera, selon ses propres termes, la direction de ses études et de son esprit, et dont il reconnaitra sa dette à son égard.
Nommé, par ordonnance royale du 22 février 1839, administrateur général de la Bibliothèque royale, il en a été démissionnaire le 29 juin suivant. En février 1848, à la chute de Louis-Philippe, il a protesté, à nouveau, contre la révolution de 1848, adressant, à ce sujet, une lettre à Lamartine, promoteur de la république. La Constituante de 1848 ayant maintenu le conseil d’État, il a été nommé pour en faire partie, mais cela a été pour le quitter immédiatement après le coup d'État du 2 décembre 1851.
Il a passé ses dernières années à rédiger un ouvrage, qu’il n’a eu pas le temps d’achever avant de mourir, relatant l’établissement du Second Empire, pour en examiner les formes, en caractériser les procédés et en analyser les actes. Son fils, professeur d’économie politique à Berne, puis maitre des requêtes au conseil d’État, a publié à l’étranger cet ouvrage de son père, soutenant le droit bafoué et revendiquant la liberté confisquée par le Second Empire, et qui ne pouvait alors sortir en France.
Lorsque la maladie l’a atteint, il a continué à venir siéger à la Société d’économie politique, jusqu’à un mois avant sa mort. Il est enterré, avec sa femme Clarisse Ghiselain et quelques uns de ses enfants et petits-enfants au Père-Lachaise, où Louis Francisque Lélut, Louis Reybaud et Léopold Renouard ont successivement pris la parole. Il avait été fait officier de la Légion d’honneur, le 29 avril 1838. Il est le père d'Anatole Dunoyer et le grand-père de Charles Dunoyer de Segonzac et de Louis Dunoyer de Segonzac.

### Principaux ouvrages
- L’Industrie et la morale considérées dans leurs rapports avec la liberté, 1825, lire en ligne sur Gallica.
- Nouveau traité d'économie sociale, ou Simple exposition des causes sous l'influence desquelles les hommes parviennent à user de leurs forces avec le plus de liberté, c'est-à-dire avec le plus de facilité et de puissance, 2 vol. lire en ligne vol. 1 sur Gallica lire en ligne vol. 2 sur Gallica, 1830.
- De la Liberté d’enseignement, 1844.
- De la Liberté du travail, ou Simple exposé des conditions dans lesquelles les forces humaines s’exercent avec le plus de puissance, 1845.3 vol.in 8
- La Révolution du 24 février, lire en ligne sur Gallica, 1848.
- Rapport fait au nom de la section de morale sur le concours concernant les rapports de la morale et de l’économie politique, 1860.
- Le Second Empire et une nouvelle restauration, 1864.
- Anatole Dunoyer (dir.), Le Second Empire et une Nouvelle Restauration, Londres, F. Tafery, 1864, 2 vol. 22 cm (OCLC 832610792). Voir « JrR9LQT40ooC » (sur Google) Voir « zdv40OVZkhoC » (sur Google)
- Œuvres de Dunoyer, revues sur les manuscrits de l'auteur, 2 vol. lire en ligne vol. 1 sur Gallica lire en ligne vol. 2 sur Gallica, 1870.